# Uroš Doder
Uroš Doder, hrvatski političar i trgovac, pravoslavne vjere. Prije Drugog svjetskog rata bio je zastupnik Jugoslavenske radikalne zajednice iz Nevesinja. U Ulogu je bio općinski načelnik. Doderovom zaslugom i ostalih zainteresiranih podružna crkva nevesinjske župe sagrađena je u Ulogu, a ne kako je prvo bilo zamišljeno u Klinji.  U NDH Doder je bio zastupnik u sazivu  Hrvatskog državnog sabora iz 1942. godine.